# Затон (Нижньогородська область)
Затон (рос. Затон) — селище в Краснобаковському районі Нижньогородської області Російської Федерації.
Населення становить 242 особи. Входить до складу муніципального утворення робітниче селище Красні Баки.

## Історія
Від 2009 року входить до складу муніципального утворення робітниче селище Красні Баки.

## Населення
| 2002 | 2010 |
| ---- | ---- |
| 346  | ↘242 |